# Alecto (motorfiets)
Alecto is een historisch Brits motorfietsmerk.
De bedrijfsnaam was Cashmore Bros, Zota-Works, Balham, Londen, later The Whitmee Engineering Co. Ltd., Alecto Works, Balham, London.
Cashmore Bros Zota Works produceerde hoofdzakelijk bouten, schroeven en moeren voor de vliegtuigindustrie. Onder de merknaam "Alecto" bouwde men van 1919 tot 1924 motorfietsen met eigen 295- en 345cc-tweetaktmotoren. De eerste modellen hadden nog riemaandrijving, maar later werden ze ook met kettingaandrijving geleverd. Waarschijnlijk was dit een van de vele bedrijven die na afloop van de Eerste Wereldoorlog een vervangend product gingen maken nadat de wapen- en vliegtuigindustrie praktisch stilgevallen was.